# Andrij Bus'ko
Andrij Vasyl'ovyč Bus'ko (in ucraino Андрій Васильович Бусько?; Černeve, 20 maggio 1997) è un calciatore ucraino, difensore del Bukovyna Černivci.

## Carriera
Cresciuto nel settore giovanile del Karpaty, ha esordito in prima squadra il 29 luglio 2017 disputando l'incontro di Prem"jer-liha perso 5-0 contro la Dinamo Kiev.

## Statistiche

### Presenze e reti nei club
Statistiche aggiornate al 24 settembre 2021.
| Stagione        | Squadra         | Campionato      | Campionato | Campionato | Coppe nazionali | Coppe nazionali | Coppe nazionali | Coppe continentali | Coppe continentali | Coppe continentali | Altre coppe | Altre coppe | Altre coppe | Totale | Totale |
| Stagione        | Squadra         | Comp            | Pres       | Reti       | Comp            | Pres            | Reti            | Comp               | Pres               | Reti               | Comp        | Pres        | Reti        | Pres   | Reti   |
| --------------- | --------------- | --------------- | ---------- | ---------- | --------------- | --------------- | --------------- | ------------------ | ------------------ | ------------------ | ----------- | ----------- | ----------- | ------ | ------ |
| 2017-2018       | Karpaty         | PL              | 1          | 0          |                 | -               | -               |                    | -                  | -                  |             | -           | -           | 1      | 0      |
| lug.-dic. 2018  | Ruch Vynnyky    | 1D              | 12         | 1          | CU              | 1               | 0               |                    | -                  | -                  | -           | -           | -           | 13     | 1      |
| gen.-giu. 2019  | Karpaty         | PL              | 9          | 0          |                 | -               | -               |                    | -                  | -                  |             | -           | -           | 9      | 0      |
| 2019-gen. 2020  | Karpaty         | PL              | 0          | 0          |                 | -               | -               |                    | -                  | -                  |             | -           | -           | 0      | 0      |
| Totale Karpaty  | Totale Karpaty  | Totale Karpaty  | 9          | 0          |                 | -               | -               |                    | -                  | -                  |             | -           | -           | 9      | 0      |
| gen.-lug. 2020  | L'viv           | PL              | 0          | 0          |                 | -               | -               |                    | -                  | -                  |             | -           | -           | 0      | 0      |
| 2020-2021       | L'viv           | PL              | 10         | 0          |                 | -               | -               |                    | -                  | -                  |             | -           | -           | 10     | 0      |
| 2021-2022       | L'viv           | PL              | 6          | 0          | CU              | 1               | 0               |                    | -                  | -                  | -           | -           | -           | 7      | 0      |
| Totale L'viv    | Totale L'viv    | Totale L'viv    | 16         | 0          |                 | 1               | 0               |                    | -                  | -                  |             | -           | -           | 17     | 0      |
| Totale carriera | Totale carriera | Totale carriera | 38         | 1          |                 | 2               | 0               |                    | -                  | -                  |             | -           | -           | 40     | 1      |